# Pluneret
Pluneret (bret. Plunered) – miejscowość i gmina we Francji, w regionie Bretania, w departamencie Morbihan.
Według danych na rok 1990 gminę zamieszkiwało 3195 osób, a gęstość zaludnienia wynosiła 122 osoby/km² (wśród 1269 gmin Bretanii Pluneret plasuje się na 164. miejscu pod względem liczby ludności, natomiast pod względem powierzchni na miejscu 349.).